# Новогальцовка
Новогальцовка — поселок в Третьяковском районе Алтайского края. Входит в состав Староалейского сельсовета.

## История
Основан в 1891 г. В 1928 г. посёлок Ново-Гольцовский состоял из 75 хозяйств, основное население — украинцы. В составе Старо-Алейского сельсовета Змеиногорского района Рубцовского округа Сибирского края.

## Население
| 1926 | 1997 | 1998 | 1999 | 2000 | 2001 |
| ---- | ---- | ---- | ---- | ---- | ---- |
| 452  | ↘100 | ↘99  | ↗114 | ↘112 | ↗121 |
| 2002 | 2003 | 2004 | 2005 | 2006 | 2007 |
| ↘114 | ↗130 | ↘129 | ↗130 | ↗138 | ↘128 |
| 2008 | 2009 | 2010 | 2011 | 2012 | 2013 |
| ↗135 | ↘129 | ↘105 | ↗106 | ↘98  | ↗101 |